# ویلیام ماپوتر
ویلیام ماپوتر (به انگلیسی: William Mapother) زادهٔ ۱۷ آوریل ۱۹۶۳ هنرپیشه، آموزگار (پیشین) اهل ایالات متحده آمریکا است. وی بیشتر به خاطر بازی در نقش اتان رام در سریال لاست شناخته می‌شود. وی پسرعموی تام کروز بازیگر سرشناس است.

## زندگی شخصی
ویلیام در لوییویل، کنتاکی زاده شد. والدینش لویسا و ویلیام ریبرت ماپوتر بودند. او پسر عموی تام کروز است. او در فیلم گزارش اقلیت نقش کوچکی را علیه نقش پسرعمویش ایفا کرد. در فیلم مأموریت غیرممکن ۲ در نقش مقابل تام کروز قرار داشت. ویلیام دو خواهر به نام‌های اِیمی و کاترین دارد. اِیمی ماپوتر نیز بازیگر سینما و تئاتر است. هر دو خواهرش در لوییویل کنتاکی زاده شده‌اند. پدرش مدتی شغل وکالت را عهده‌دار بود و پس از مدتی بین سال‌های ۱۹۶۷ تا ۱۹۷۰ به قضاوت روی آورد و سرانجام پس از سال‌ها مبارزه با سرطان ریه در ۲۲ ژوئن ۲۰۰۶ درگذشت. ویلیام از دانشگاه نوتردام فارغ‌التحصیل شد و به مدت سه سال به عنوان معلم دبیرستان تدریس می‌کرد. او همچنین یک دوره ساینتولوژی را گذراند ولی بر خلاف پسر عمویش از ادامهٔ آن انصراف داد.

## شغل
ویلیام بیشتر در نقش‌های مرموز، ترسناک و حتی سیاه بازی می‌کند. مانند نقشی که به عنوان یک مرد عصبی به نام ریچارد استراوت در فیلم در اتاق خواب ایفا کرد. او بیشتر به خاطر نقش مرموزش در گمشده به عنوان اتان رام شناخته می‌شود. این شخصیت در فصل اول کشته شد ولی باز هم در فلشبک‌های فصول بعدی به سریال بازگشت. در سپتامبر ۲۰۰۷ ویلیام با شرکت بازیگران صحنه قراردادی سه ساله بست.

## فیلم‌شناسی

### فیلم
- متولد چهارم ژوئیه (۱۹۸۹)
- مگنولیا (۱۹۹۹)
- مأموریت: غیرممکن ۲ (۲۰۰۰)
- تقریباً مشهور (۲۰۰۰)
- در اتاق خواب (۲۰۰۱)
- اره‌ماهی (۲۰۰۱)
- گزارش اقلیت (۲۰۰۲)
- بوسه (۲۰۰۳)
- کینه (۲۰۰۴)
- زودیاک (۲۰۰۵)
- از غبار بپرس (۲۰۰۶)
- مرکز تجارت جهانی (۲۰۰۶)
- زمین دیگر (۲۰۱۱)
- مبارز (۲۰۱۱)
- بلک‌هت (۲۰۱۵)

### مجموعه تلویزیونی
- سی‌اس‌آی (۲۰۰۲)
- نظم و قانون: واحد قربانیان ویژه (۲۰۰۳)
- سی‌اس‌آی: میامی (۲۰۰۴)
- ان‌سی‌آی‌اس (۲۰۰۴)
- لاست (۲۰۰۴ تا ۲۰۱۰)
- مرغ ربات (۲۰۰۶)
- ذهن‌های مجرم (۲۰۰۸)
- فرار از زندان (۲۰۰۹)
- منتالیست (۲۰۱۱ تا ۲۰۱۴)
- موجه (۲۰۱۲)
- داستان ترسناک آمریکایی (۲۰۱۲)
- مد من (۲۰۱۳)
- کسل (۲۰۱۳)
- هاوایی فایو-زیرو (۲۰۱۴)
- کنستانتین (۲۰۱۵)
- گریم (۲۰۱۵)
- سوپرگرل (۲۰۱۵)
- مک‌گیور (۲۰۱۷)

### بازی ویدئویی
- فال‌اوت: نیو وگاس (۲۰۱۰)
- هیتمن (۲۰۱۶)